# (11251) Икарион

Орбита астероида Икарион и его положение в Солнечной системе

(11251) Икарион (лат. Icarion) — типичный троянский астероид Юпитера, движущийся в точке Лагранжа L4, в 60° впереди планеты. Астероид был открыт 20 сентября 1973 года голландскими астрономами К. Й. ван Хаутеном, И. ван Хаутен-Груневельдом и Томом Герельсом в Паломарской обсерватории и назван в честь Икария, сына Эбала из Спарты, мужа нимфы Перибеи и отца Пенелопы.